# Векман Олександр Карлович
Олександр Карлович Векман (1884 — 1955) — радянський військово-морський діяч, професор Військово-морської академії, віце-адмірал.

## Біографія
З родини морського офіцера. У 1909 році закінчив Артилерійський офіцерський клас.
Брав участь у Першій світовій війні. Був капітаном 2-го рангу на імператорському флоті. 
У 1918 році був в полоні у «білофінів». 
З березня 1919 року в артилерійському відділі Головного управління кораблебудування. З квітня начальник Мінного, з липня Верхньо-Астраханського загону судів Астрахано-Каспійської воєнної флотилії. У вересні-жовтні 1919 року один із керівників оборони Чорного Яру, за що був нагороджений орденом Червоного прапора (1920). У жовтні-грудні начальник штабу, з грудня 1919 начальник Північного загону Волзько-Каспійської воєнної флотилії. У липні-вересні 1920 року начальник Морських сил Каспійського моря.
В 1920-1922 роках командував загонами на Балтиці. Пізніше, начальник Морських сил Чорноморського Балтійського, Каспійського морів. 

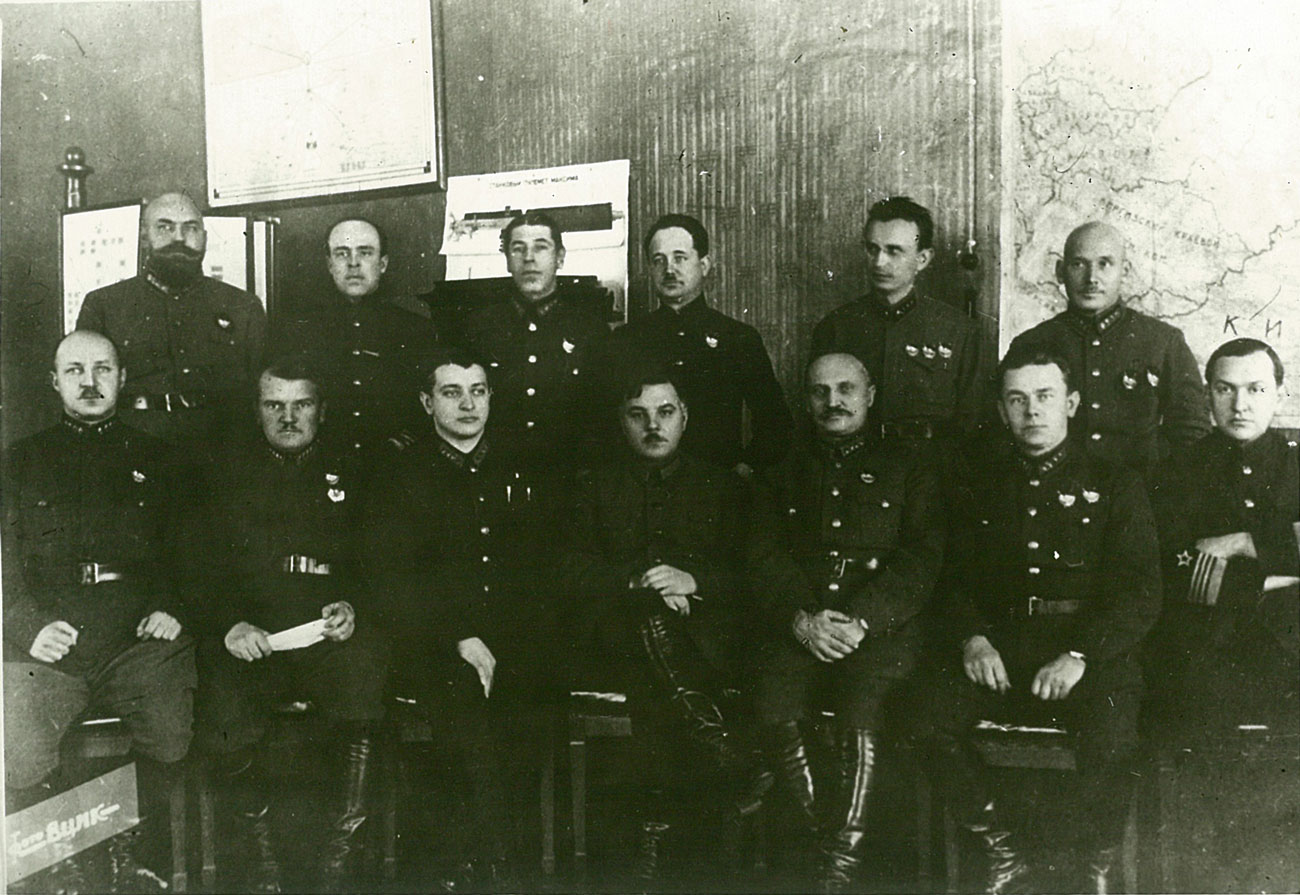
Зустріч командувачів Червоної армії.
Стоять: О.Павлов, М.Вікторов, Б.Шапошников, О.Векман, І.Уборевич, К.Авксентьєвський.
Сидять: Г.Базилевич, М.Левандовський, М.Тухачевський, К.Ворошилов, М.Петін, А.Корк, В.Орлов. 1927 р.

Був репресований наприкінці 1930-х років, проте у 1940 році звільнений.